# Polyura celetis
Polyura celetis är en fjärilsart som beskrevs av Hans Fruhstorfer 1914. Polyura celetis ingår i släktet Polyura och familjen praktfjärilar. Inga underarter finns listade i Catalogue of Life.